# Sinqua Walls
Sinqua Walls (Louisiana, 6 aprile 1985) è un attore statunitense.

## Filmografia

### Cinema
- Choose Connor, regia di Lucas Elliot Eberl (2007)
- Shark Night - Il lago del terrore (Shark Night 3D), regia di David R. Ellis (2011)
- From the Head, regia di George Griffith (2012)
- Ore 15:17 - Attacco al treno (The 15:17 to Paris), regia di Clint Eastwood (2018)
- La vita dopo i figli (Otherhood), regia di Cindy Chupack (2019)
- Resort to Love - All'amore non si sfugge (Resort to Love), regia di Steven Tsuchida (2021)
- Nanny, regia di Nikyatu Jusu (2022)
- The Blackening, regia di Tim Story (2022)
- Mending the Line, regia di Joshua Caldwell (2022)
- Carry-On, regia di Jaume Collet-Serra (2024)

### Televisione
- Lincoln Heights - Ritorno a casa (Lincoln Heights) – serie TV, episodi 2x05-2x10 (2007)
- Chuck – serie TV, episodio 2x06 (2008)
- Friday Night Lights – serie TV, 9 episodi (2008)
- Savage County, regia di David Harris – film TV (2010)
- Grey's Anatomy - serie TV, episodio 6x11 (2010)
- Blue Mountain State – serie TV, episodi 1x07-1x12 (2010)
- Coppia di re (Pair of Kings) – serie TV, 4 episodi (2010-2012)
- CSI - Scena del crimine (CSI: Crime Scene Investigation) – serie TV, episodio 12x05 (2011)
- La vita segreta di una teenager americana (The Secret Life of the American Teenager) – serie TV, 13 episodi (2011-2012)
- Californication – serie TV, episodio 5x05 (2012)
- Teen Wolf – serie TV, 15 episodi (2012-2013)
- C'era una volta (Once Upon a Time) – serie TV, 6 episodi (2012-2015)
- Terapia d'urto (Necessary Roughness) – serie TV, episodio 3x03 (2013)
- Power – serie TV, 18 episodi (2014-2015)
- The Breaks – serie TV, 8 episodi (2017)
- American Soul – serie TV, 18 episodi (2019-2020)

## Doppiatori italiani
Nelle versioni in italiano dei suoi film, Sinqua Walls è stato doppiato da:
- Paolo Vivio in La vita segreta di una teenager americana, Teen Wolf
- Mirko Mazzanti in Coppia di Re
- Fabio Boccanera in Grey's Anatomy
- Alessandro Messina in Shark Night - Il lago del terrore
- Gabriele Sabatini in C'era una volta
- Riccardo Scarafoni in Power
- Jacopo Venturiero in Resort To Love - All'amore non si sfugge
- Francesco Cavuoto in White Men Can't Jump
- Marco Giansante in Carry On